# Van Hövell

Het familiewapen van Hövell

Van Hövell (ook: Van Hoëvell, Van Hoëvell tot Nijenhuis, Van Hövell tot Westerflier, Van Hövell tot Westerflier en We(e)zeveld, of Van Hövell van Wezeveld en Westerflier) is de naam van een oud adellijk geslacht. De riddermatige familie komt oorspronkelijk uit de buurt van het Westfaalse stadje Vreden oostelijk van Groenlo. In de 14e eeuw kwamen de eerste leden van de familie in Overijssel terecht. Tijdens de Reformatie splitste de familie zich in twee grote takken, een katholieke (Van Hövell) en een protestantse (Van Hoëvell).

## Protestante tak

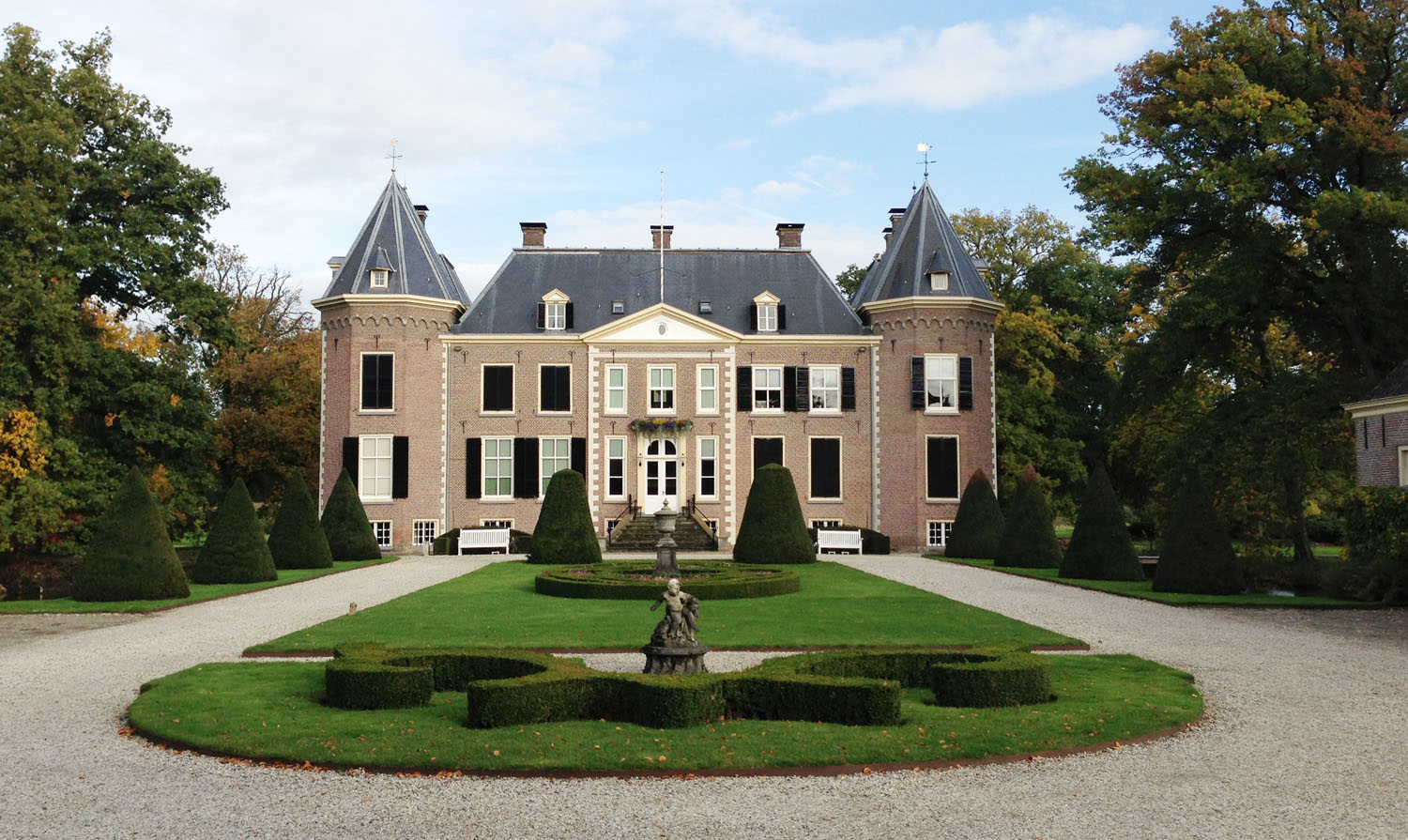
Huis Nijenhuis (Diepenheim)

Roelof van Hoevell, heer van den Dam, enz. (-1614); trouwde in 1574 met Swane Swaefken (-1628), vrouwe van Nijenhuis, enz. waardoor Nijenhuis in de familie Van Hoevell kwam en tot 1788 zou blijven
- Gerhard van Hoevell, heer van Nijenhuis (-1647)
  - Roelof van Hoevell, heer van Nijenhuis (-1678), sergeant-majoor
    - Gerrit Willem Wolf van Höevell, heer van Nijenhuis (-1725), luitenant-kolonel, richter van Kedingen
      - Roelof van Höevell, heer van Nijenhuis (1701-1765), richter van Kedingen
        - Jan Adriaan van Höevell, heer van Nijenhuis (1731-1782), richter van Kedingen
        - Diederik van Höevell, heer van Nijenhuis (1733-1788), lid van de Staten-Generaal
        - Wolter Herman van Höevell tot Nijenhuis (1741-1814), burgemeester van Deventer
          - Rudolph baron van Hoevell tot Nijenhuis (1771-1848), burgemeester van Deventer
            - Mr. Rudolph Anne baron van Hoëvell tot Nijenhuis (1810-1888), lid, secretaris en fungerend voorzitter van de Hoge Raad van Adel
              - Mr. Rudolph Jan Wolfgang Frans baron van Hoevell tot Nijenhuis (1844-1913), burgemeester van Zwartsluis

          - Gerrit Willem Wolter Carel baron van Hoevell (1778-1865), rijksontvanger te Delfzijl
            - Dr. Wolter Robert baron van Hoëvell (1812-1879), koloniaal hervormer en Indisch specialist van de liberalen in de Tweede Kamer

## Andere telgen

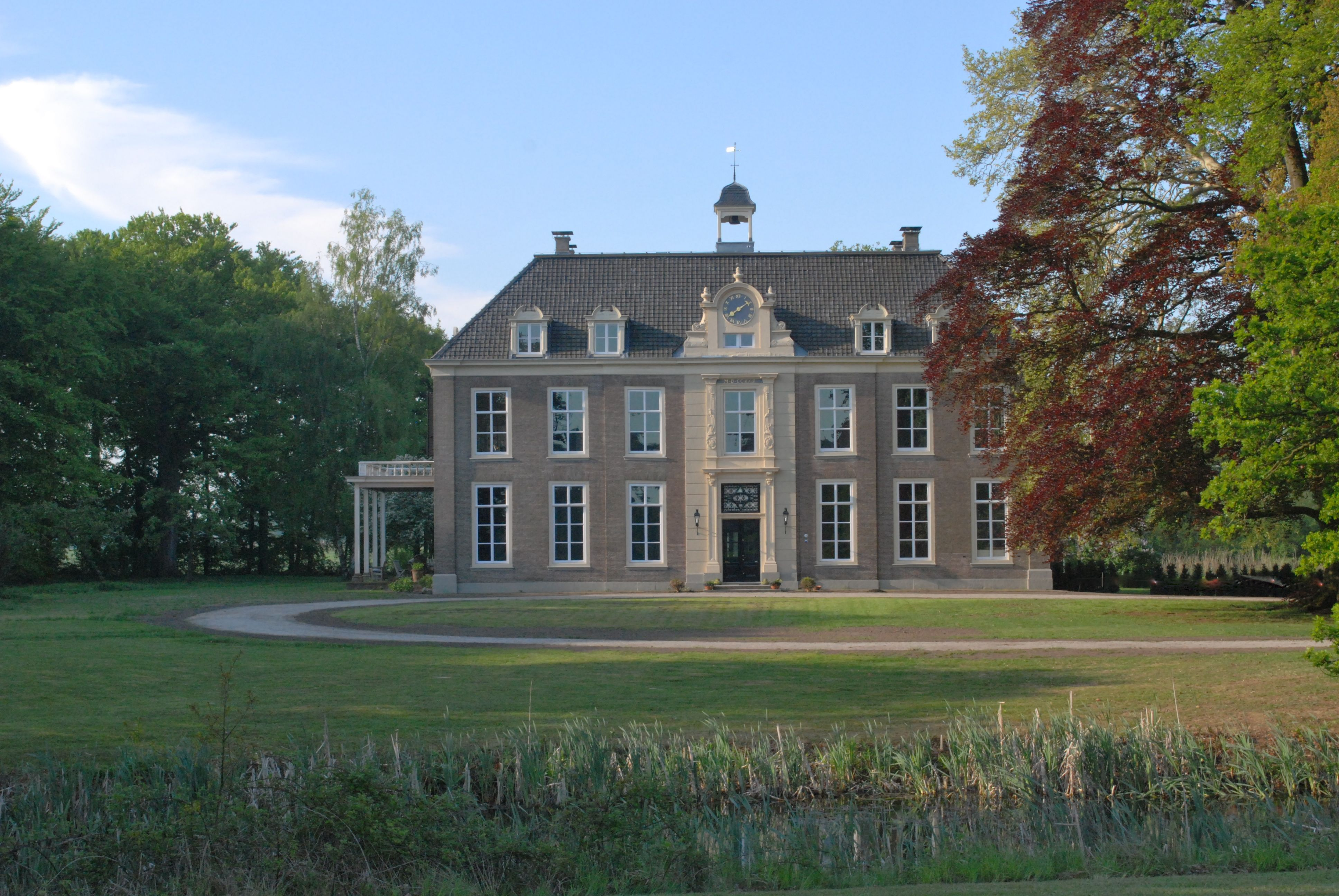
Voorzijde van het Westerflier (2010)

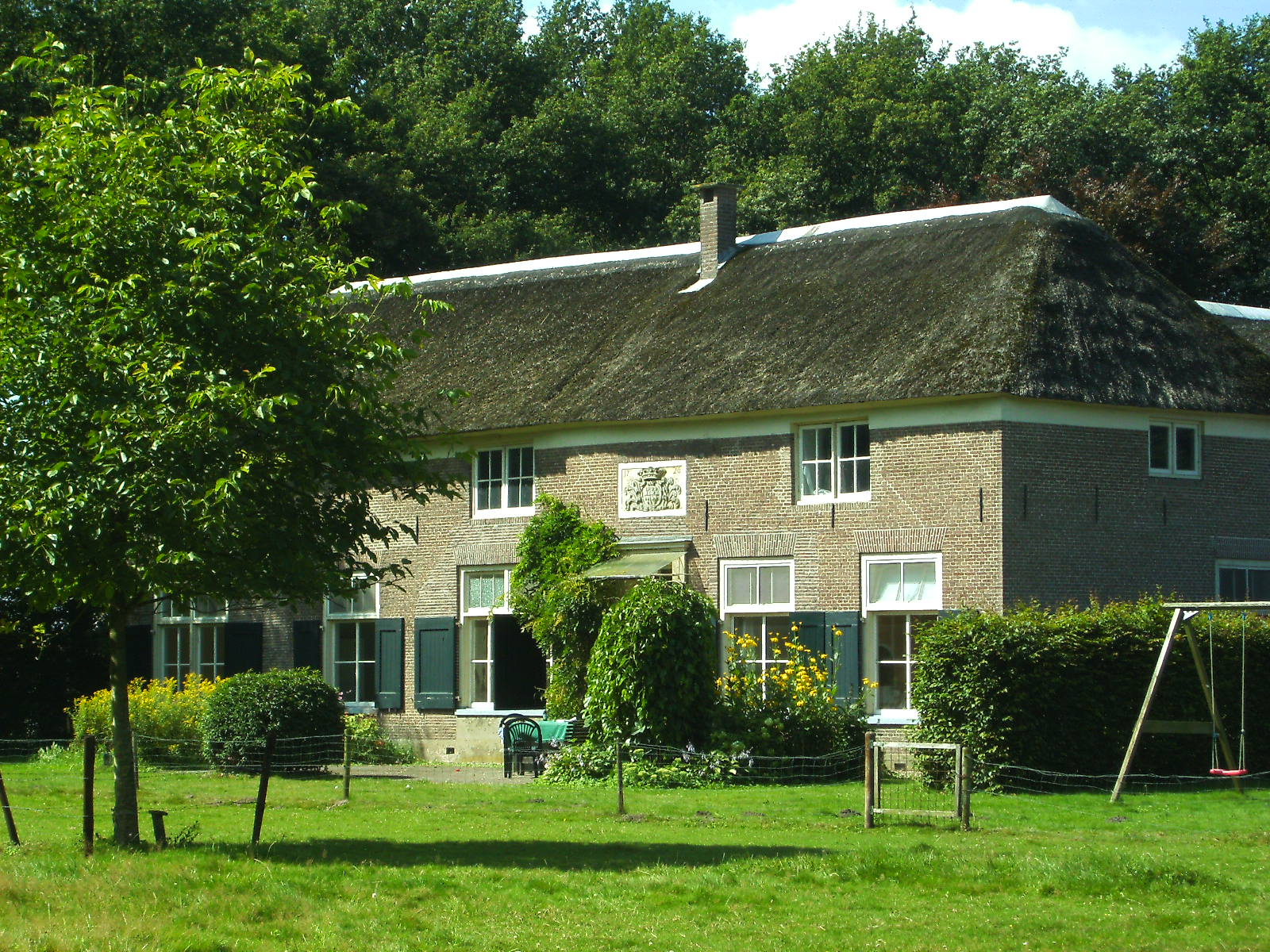
Het Oude Wezenveld in Twello (2012)

- Arnoldus van Hövell tot Westerflier en Wezeveld (1779-1862), lid Vergadering van Notabelen (1814)
- Clemens Frans Marie van Hövell tot Westervlier en Wezeveld (1910-1981), heer van Asten en Ommel, burgemeester van Bingelrade (1940-1943) en van Wijlre (1954-1975)
- Eduard Otto Joseph Maria van Hövell tot Westerflier (1877-1936), burgemeester en gouverneur van Limburg
- Ernest van Hövell tot Westervlier en Weezeveld (1879-1931), burgemeester van Elst (Gld.)
- Ernest van Hövell tot Westervlier en Wezeveld (1912-1998), burgemeester van Erp en van Helvoirt
- Frans van Hövell tot Westervlier en Wezeveld (1910-2004), burgemeester van Amstenrade en van Oirsbeek
- Frans van Hövell tot Westerflier en Wezeveld (1921-1989), burgemeester van Haarlemmerliede en Spaarnwoude en van Elst (Gld.)
- Henri Louis Felix Marie van Hövell van Wezeveld en Westerflier (1913-2004), burgemeester van Boxmeer, van Oisterwijk en van Vught
- Jozef van Hövell van Wezeveld en Westerflier (1919-1945), verzetsstrijder
- Rolof van Hövell tot Westervlier en Wezeveld (1917-2007), burgemeester van Haps
- Rudolf van Hövell tot Westerflier (1870-1955), burgemeester van Batenburg